# مارسيل إنغلهارد
مارسيل إنغلهارد (بالألمانية: Marcel Engelhardt)‏ هو لاعب كرة قدم ألماني، ولد في 5 أبريل 1993 في غريفين في ألمانيا. لعب مع آينتراخت براونشفايغ.

## وصلات خارجية
- مارسيل إنغلهارد على موقع قاعدة بيانات كرة القدم.إي يو (الإنجليزية)
- مارسيل إنغلهارد على موقع عالم كرة القدم.نت (الإنجليزية)